# Nyizsnyevartoszki járás
A Nyizsnyevatrovszki járás (oroszul Нижнева́ртовский райо́н) Oroszország egyik járása Hanti- és Manysiföldön. Székhelye Nyizsnyevartovszk.

## Népesség
- 2010-ben 35 745 lakosa volt, melyből 23 074 orosz, 2 946 ukrán, 2 458 tatár, 1 934 hanti, 910 baskír, 454 fehérorosz, 343 azeri, 282 csuvas, 280 nyenyec, 177 moldáv, 176 német, 155 kumik, 140 tadzsik, 132 mari, 127 kazah, 119 örmény stb.